# Moulin Rouge, a vida de Toulouse-Lautrec
Moulin Rouge, a vida de Toulouse-Lautrec è una telenovela brasiliana del 1963 diretta da Geraldo Vietri e basata sulla vita del pittore francese Henri de Toulouse-Lautrec. La serie è andata in onda dal 21 settembre 1963 su TV Tupi.